# Belaygue
Belaygue era una comuna francesa que estaba situada en el departamento de Dordoña, de la región de Nueva Aquitania, que en 1806 pasó a formar parte de la comuna de La Gonterie-Boulouneix.

## Demografía
| Gráfica de evolución demográfica de Belaygue entre 1793 y 1800 |
|                                                                |

Los datos demográficos contemplados en este gráfico se han cogido de la página francesa EHESS/Cassini.